# Boja (karte)
Boja u igraćim kartama je simbol koji određuje pripadnost karte određenoj skupini. Sve karte s istim simbolom pripadaju istoj skupini, odnosno istoj boji.
Boja u kartama se razlikuje od boje u likovnom smislu. U standardnim kartama postoje 4 boje, koje imaju i svoje nazive, ovisno od vrste karata.
Kod karata s francuskim likom, nazivi boja su:
| Simbol boje |        |        |        |          |
| Hrvatski    | Tref   | Pik    | Srce   | Karo     |
| Njemački    | Kreuz  | Pik    | Herz   | Karo     |
| Francuski   | Trèfle | Pique  | Cœur   | Carreau  |
| Engleski    | Clubs  | Spades | Hearts | Diamonds |

U uobičajenoj izvedbi, simboli tref i pik su crni, a srce i karo crveni.

Kod nas su također rasprostranjene karte s njemačkim likom ("Mađarice"), a nazivi boja u njima su:
| Simbol boje |        |      |      |         |
| Hrvatski    | Žir    | List | Srce | Bundeva |
| Njemački    | Eichel | Laub | Rot  | Schelle |

(Stupci u gornjim tablicama označavaju odgovarajuće boje, npr. tref=žir)
U talijanskim kartama (koje su rasprostranjene u primorju) boje su sljedeće:
| Simbol boje |       |       |        |         |
| Hrvatski    | Špade | Kupe  | Dinari | Baštoni |
| Talijanski  | Spade | Coppe | Denari | Bastoni |

Nekoliko karata ne pripadaju niti jednoj skupini, pa nemaju boju - takav je na primjer džoker.